# PSGL
PSGL (ang. PlayStation Graphics Library) – wysokopoziomowy interfejs programowania aplikacji wspomagający generowanie grafiki, oparty na OpenGL ES oraz  CG. Pierwotnie opracowany dla PlayStation 2, jednakże na większą skalę wykorzystany w PlayStation 3.
W PlayStation 4 został zastąpiony przez API GNM i GNMX oraz język PlayStation Shader Language (PSSL).